# 사카-사타바하나 전쟁
사카-사타바하나 전쟁은 1세기와 2세기에 걸쳐 서사트라프와 사타바하나 사이에 벌어진 일련의 분쟁이었다. 양측은 전쟁 기간 동안 다양한 지점에서 성공을 거두었지만, 결국 사타바하나가 승리했다. 그러나 사카족과의 끊임없는 전쟁은 그들을 심하게 약화시켰고 그들의 몰락에 주요한 원인이 되었다.

## 역사

### 1단계
사카 통치자 부마카의 뒤를 이어 아들 나하파나가 매우 강력한 통치자가 되었다. 기원후 15년부터 40년까지 그는 서부 및 중앙 인도에 있는 사타바하나 제국의 일부를 점령했다. 그의 총독이자 사위인 리샤바다타의 비문에서 증명되듯이, 그는 이전 사타바하나 영토를 통치한 것으로 알려져 있다. 나하파나는 말와, 남부 구자라트주, 북부 콘칸을 바루치에서 소파라까지, 그리고 나시크와 푸네 지역을 지배했다.
아마도 사타바하나 왕 시바스바티의 통치 기간 동안 크샤하라타가 북부 마하라슈트라와 비다르바를 침공하여 푸네와 나시크 지역을 점령하여 사타바하나족이 수도 준나르를 포기하고 아우랑가바드 근처의 프라스티스타나(현대 파이탄)로 이동하도록 강요했을 것이다.

### 2단계

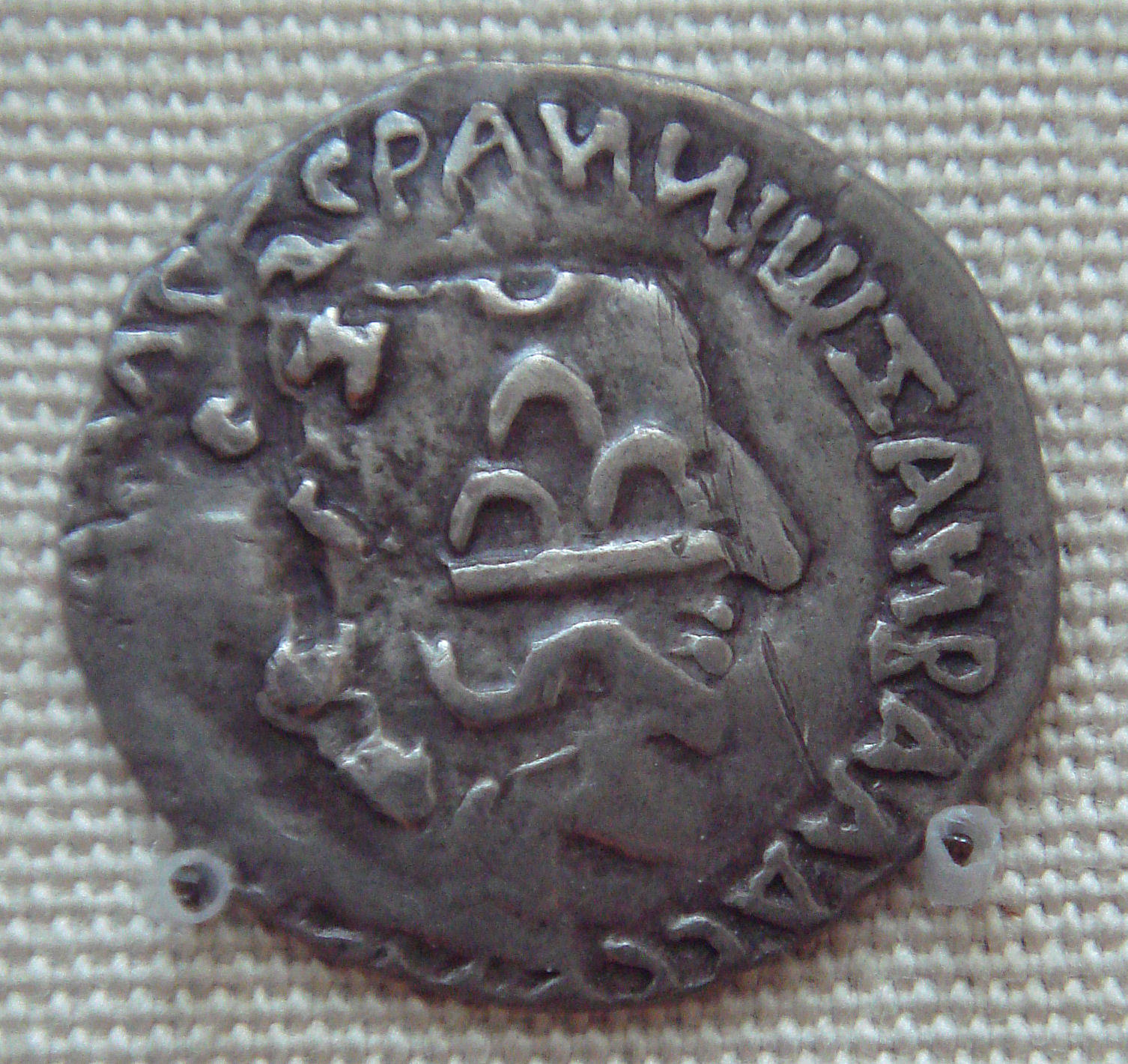
사타바하나 왕 가우타미푸트라 사카르니가 다시 새긴 나하파나의 동전. 나하파나의 옆모습과 동전의 글자가 여전히 명확하게 보인다.

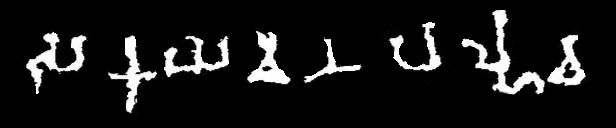
여왕 가우타미 발라시리의 나시크 석굴 3 비문에 언급된 패배한 "사카-야바나-팔하바" (브라흐미 문자: ' (비문 5행의 끝 부분).

사타바하나의 세력은 사타바하나 통치자 중 가장 위대한 인물로 여겨지는 가우타미푸트라 사타카르니에 의해 부활했다. 그가 물리친 왕은 서부 크샤트라파 통치자 나하파나였던 것으로 보이며, 이는 가우타미푸트라의 이름과 칭호가 덧새겨진 나하파나의 동전에서 알 수 있다. 가우타미푸트라의 어머니 가우타미 발라슈리의 나시크 프라샤스티 비문은 그의 사망 20년 후에 작성되었으며, 그의 업적을 기록하고 있다. 나시크 프라샤스티 비문은 가우타미푸트라가 나하파나가 속했던 크샤하라타 (또는 카가라타) 가문을 뿌리 뽑았다고 명시한다. 가우타미푸트라의 통치 18년에 작성된 나시크 비문은 그가 트리라슈미 봉우리에 거주하는 불교 승려들에게 땅을 부여한 것을 재확인했다고 명시한다. 이 땅은 이전에 나하파나의 사위 리샤바다타 (또한 우샤바다타로 알려짐)의 소유였으며, 그가 승려들에게 기부했었다. 그는 나시크의 석굴 3에 있는 비문에서 그들에게 승리를 주장했다.
가우타미푸트라 사타카르니 (...)는 크샤트리야의 자존심과 자만을 짓밟았고; 사카족(서사트라프), 야바나족(인도-그리스 왕국), 팔하바족(인도-파르티아 왕국)을 파괴했으며, 카카라타 가문(나하파나의 크샤하라타 가문)을 뿌리 뽑았고; 사타바하나 왕조의 영광을 되찾았다.— 여왕 어머니 가우타미 발라슈리의 나시크 석굴 3 비문.

### 3단계
나하파나의 죽음 이후, 차스타나라는 사트라프가 카르다마카 왕조를 세웠다. 그의 후계자는 아마도 그의 손자 루드라다만 1세였을 것이다. 다음 전쟁의 침략자는 사타바하나 왕조였다. 루드라다만 1세와 사타바하나 사이의 갈등은 매우 격렬해져서, 갈등을 억제하기 위해 루드라다만의 딸을 사타바하나 왕 바시쉬티푸트라 사타카르니에게 시집보내 혼인 관계를 맺었다. 루드라다만의 딸과 바시쉬티푸트라 사타카르니 사이의 결혼을 기록한 비문은 칸헤리의 한 석굴에서 발견된다.
명망 높은 사타카르니 바시쉬티푸트라의 왕비는 카르다마카 왕조 출신이며, 마하크샤트라파 루(드라)......의 딸이다. ......사테라카의 신뢰받는 신하의 물탱크, 공로가 있는 선물.— 루드라다만 1세의 딸의 칸헤리 비문.

그러나 사타바하나와 서사트라프는 계속 전쟁을 벌였고, 루드라다만 1세는 이 충돌에서 사타바하나를 두 번이나 물리쳤지만, 가족 동맹 때문에 바시슈티푸트라 사타카르니의 목숨을 살려주었다.
루드라다만 (...)은 닥시나파타의 군주 사타카르니를 두 번의 공정한 전투에서 완전히 물리쳤음에도 불구하고, 그들의 가까운 관계 때문에 그를 파괴하지 않아 좋은 평판을 얻었다.— 루드라다만의 주나가드 바위 비문

루드라다만은 나하파나가 이전에 점유했던 모든 영토를 되찾았는데, 아마도 푸네와 나시크의 남부 지역은 예외였을 것이다(이 두 지역의 당시 금석학적 유물은 전적으로 사타바하나족의 것이었다).

### 4단계
후년에 사타바하나 왕조의 야즈나 스리 사타카르니는 서사트라프의 남부 영토에 대한 영향력을 확대하며 강력한 인물로 부상했다. 선박 이미지가 새겨진 그의 주화는 그의 통치 아래 안드라 지역의 해양 역량을 암시한다. 아파란타와 광대한 데칸 지역을 넘어, 그의 권위가 중앙주의 동부 지역까지 미쳤을 가능성도 있다. 사타바하나 왕조의 정점으로 여겨지는 그의 통치 기간은 그들의 권력의 정점이었다. 그러나 그의 사망 이후, 광대한 영역은 분열되어 수많은 독립적인 제후국들이 생겨났지만, 여전히 사타바하나의 유산의 영향을 받았을 가능성이 높다.

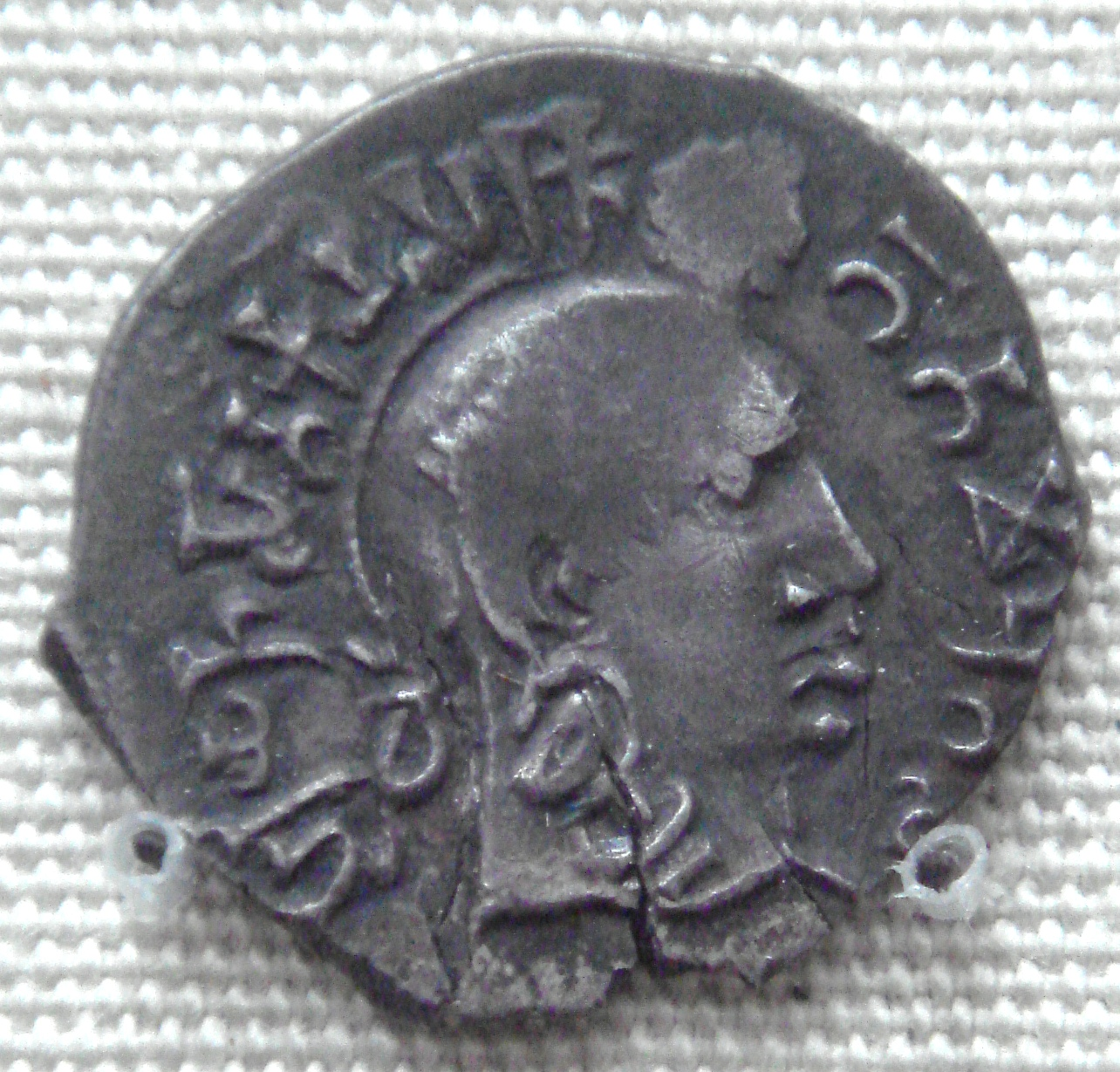
가우트미푸트라 라즈니 스리 사트카르니의 동전(야즈나 스리 사트카르니)

전쟁은 양 왕국의 자원, 특히 사타바하나의 자원을 고갈시켰고, 이는 그들의 쇠퇴에 주요한 요인이 되었다. 반면에 사카 사트라프는 굽타 제국에 의해 멸망될 때까지 다음 두 세기 동안 계속 번성했다.

## 같이 보기
- 사타바하나 제국
- 서사트라프
- 나하파나
- 루드라다만 1세
- 가우타미푸트라 사타카르니
- 스리 야즈나 사타카르니
- 인도 관련 전쟁 목록

## 참고 문헌
- Sudhakar Chattopadhyaya (1974). 《Some Early Dynasties of South India》. Motilal Banarsidass. ISBN 978-81-208-2941-1.
- R.C.C. Fynes (1995). 《The Religious Patronage of the Satavahana Dynasty》. 《South Asian Studies》 11. 43–50쪽. doi:10.1080/02666030.1995.9628494.
- Charles Higham (2009). 《Encyclopedia of Ancient Asian Civilizations》. Infobase. ISBN 9781438109961.